# Доендорф
Доендо́рф (фр. Dauendorf) — коммуна на северо-востоке Франции в регионе Гранд-Эст (бывший Эльзас — Шампань — Арденны — Лотарингия), департамент Нижний Рейн, округ Агно-Висамбур, кантон Агно.
Площадь коммуны — 7,63 км², население — 1427 человек (2006) с тенденцией к росту: 1453 человека (2013), плотность населения — 190,4 чел/км².

## Население
Население коммуны в 2011 году составляло 1440 человек, в 2012 году — 1447 человек, а в 2013-м — 1453 человека.
| 1962 | 1968 | 1975 | 1982 | 1990 | 1999 | 2006 | 2008 | 2011 | 2012 | 2013 |
| ---- | ---- | ---- | ---- | ---- | ---- | ---- | ---- | ---- | ---- | ---- |
| 1120 | 1133 | 1220 | 1372 | 1372 | 1424 | 1427 | 1428 | 1440 | 1447 | 1453 |

Динамика населения:

## Экономика
В 2010 году из 923 человек трудоспособного возраста (от 15 до 64 лет) 688 были экономически активными, 235 — неактивными (показатель активности 74,5 %, в 1999 году — 72,6 %). Из 688 активных трудоспособных жителей работали 650 человек (361 мужчина и 289 женщин), 38 числились безработными (16 мужчин и 22 женщины). Среди 235 трудоспособных неактивных граждан 63 были учениками либо студентами, 106 — пенсионерами, а ещё 66 — были неактивны в силу других причин.

## Достопримечательности (фотогалерея)

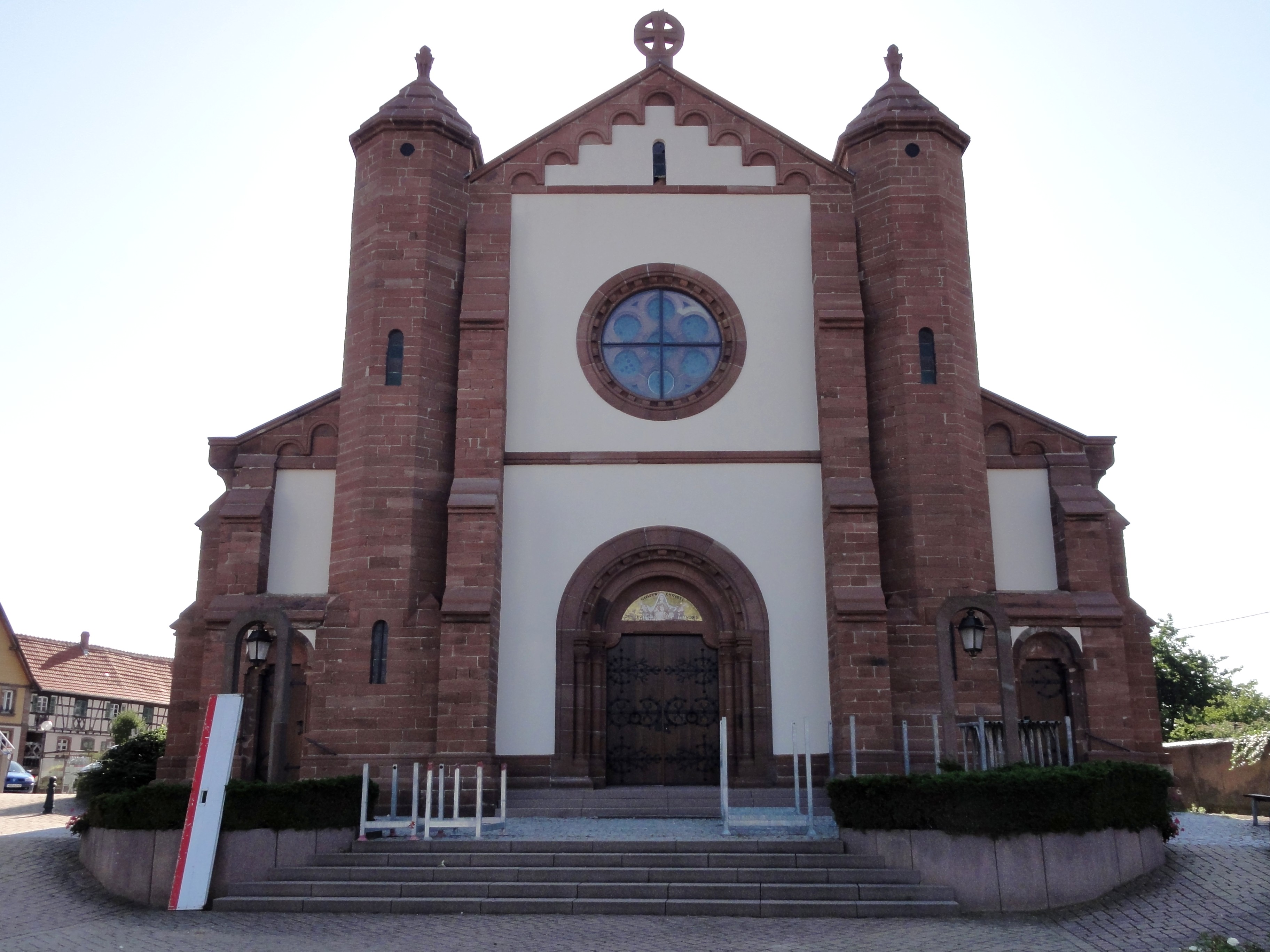
Церковь
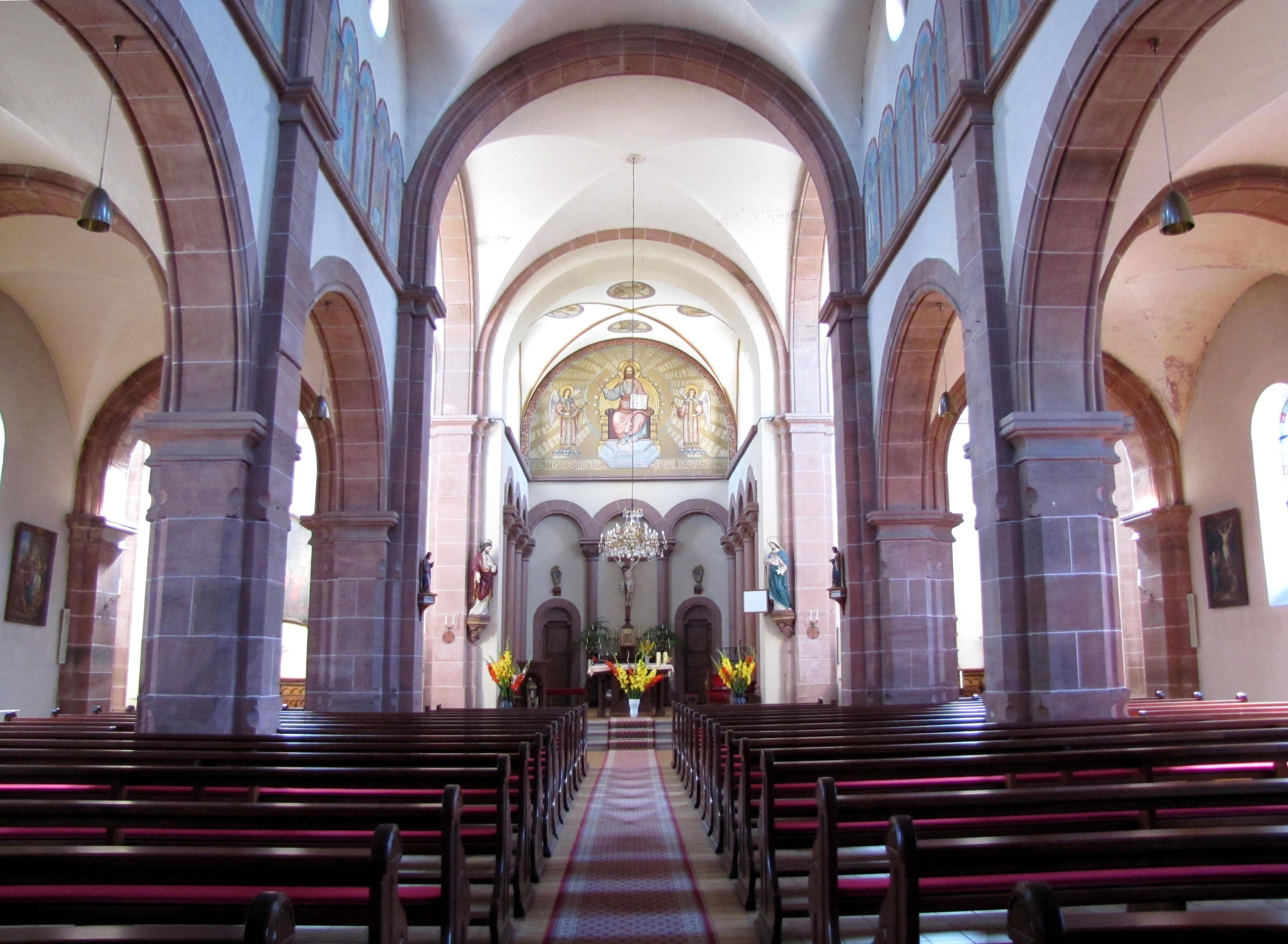
Интерьер
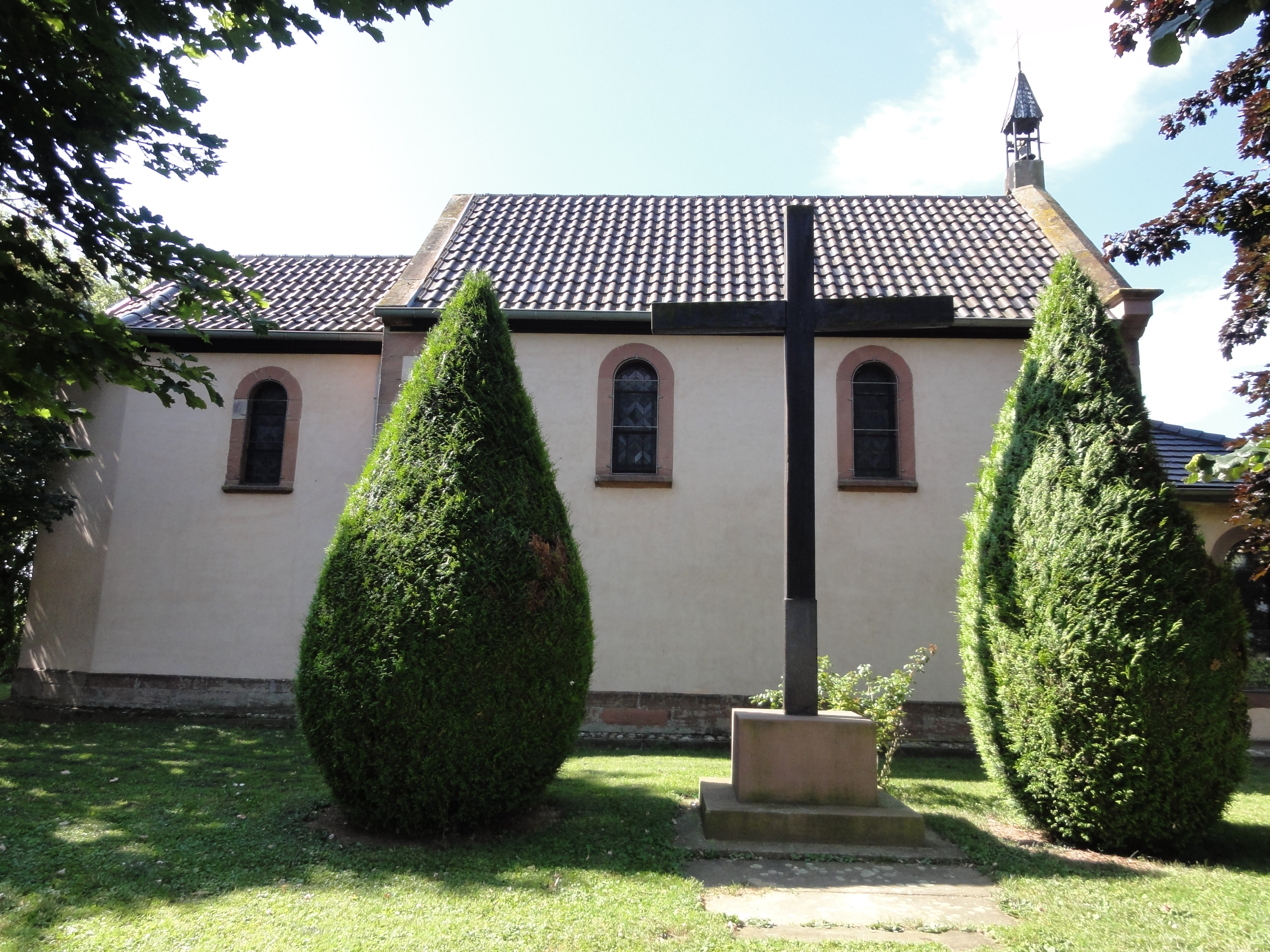
Часовня
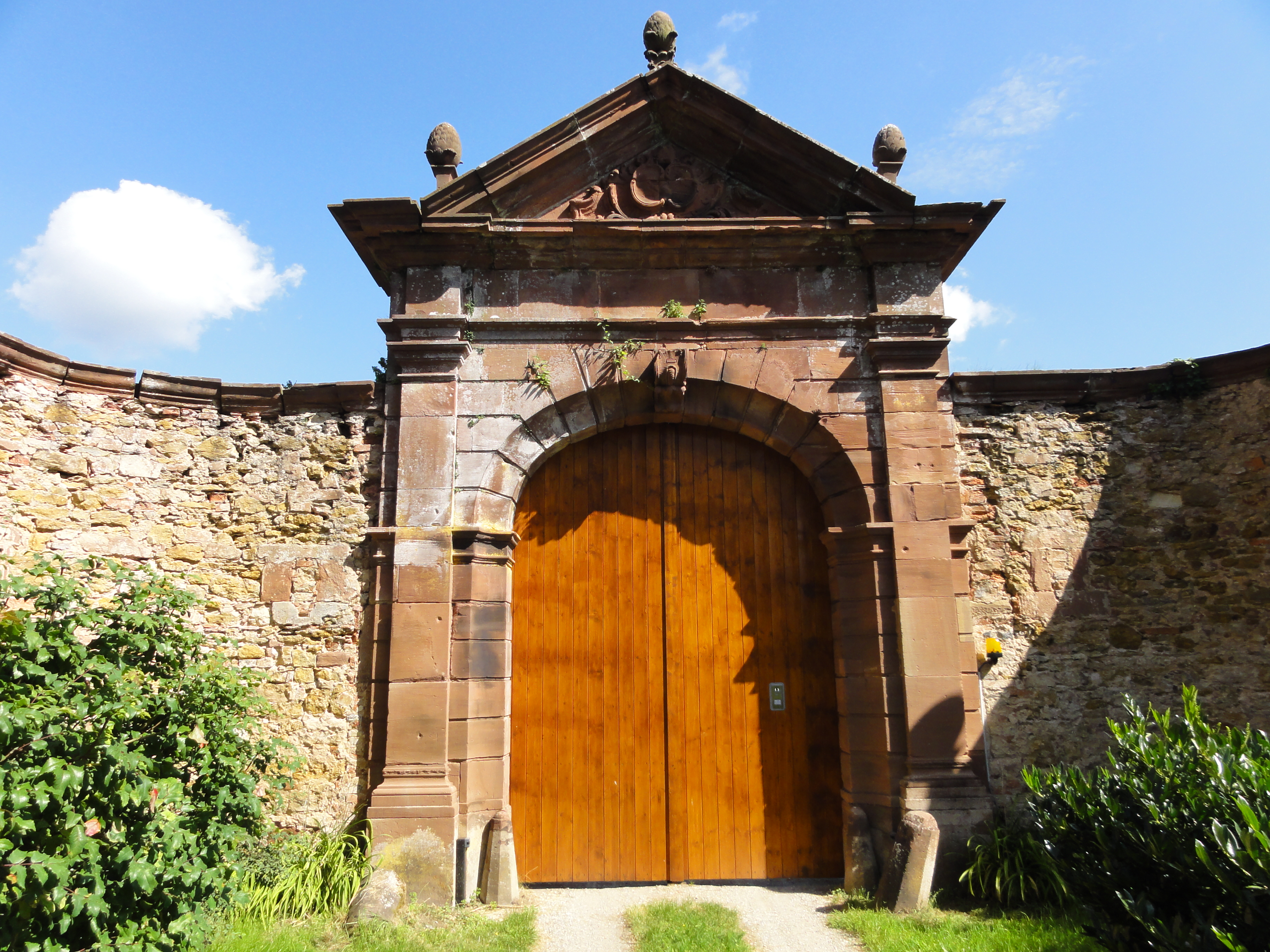
Средневековые ворота